# Andrea Ballabio

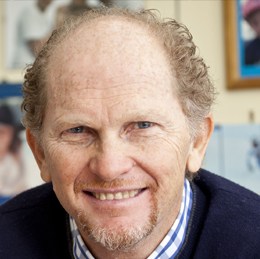
Andrea Ballabio 2014

Andrea Ballabio (* 27. Januar 1957 in Neapel) ist ein italienischer Humangenetiker.
Ballabio studierte Medizin an der Universität Neapel mit Spezialisierung auf Pädiatrie. Als Post-Doktorand war er am Guy’s Hospital der Universität London und am internationalen Institut für Genetik und Biophysik in Neapel. Er war mehrere Jahre Associate Professor am Baylor College of Medicine und Kodirektor des Baylor Human Genome Center. 1994 kehrte er nach Italien zurück und war Gründungsdirektor des Téléthon Institute of Genetics and Medicine (TIGEM) in Pozzuoli und ist Professor für Humangenetik an der Universität Neapel.
Er war Gastprofessor am Baylor College und in Oxford.
Ballabio entdeckte einen Genkomplex (CLEAR, Coordinated Lysosomal Enhancement And Regulation) und einen Transkriptionsfaktor (TFEB), der die Aktivität der Lysosomen steuert und konnte nachweisen, dass diese nicht nur für Entsorgung und Recycling in der Zelle zuständig sind, sondern aktiv auf Signale aus der Zelle reagieren. Das führte zu einer Neubewertung der Rolle der Lysosomen in der Zelle. Überexpression von TFEB führt zu Aufbau neuer Lysosomen und vermehrtem Abbau von Abfallprodukten in der Zelle. Damit ergaben sich auch Ansatzpunkte bei Krankheiten, die mit der Funktion der Lysosomen verbunden sind (wie Chorea Huntington).
2016 erhielt er den Louis-Jeantet-Preis, 2021 den Antonio-Feltrinelli-Preis. Er war Präsident der europäischen Gesellschaft für Humangenetik und erhielt deren internationalen Preis 2007. Im selben Jahr wurde er Komtur des Verdienstordens der Republik Italien. 2010 erhielt er einen Advanced Grant des European Research Council.

## Schriften
- mit M. Sardiello u. a.: A gene network regulating lysosomal biogenesis and function, Science, Band 325, 2009, S. 473–477, PMID 19556463